# Akademia pana Kleksa (film 2023)
Akademia Pana Kleksa – polski familijny film fantasy z 2023 roku w reżyserii Macieja Kawulskiego, będący swobodną adaptacją książki o tym samym tytule autorstwa Jana Brzechwy. Oficjalna premiera odbyła się 20 grudnia 2023 roku w Katowicach w kinie Helios w Libero, szersza dystrybucja została zaplanowana na 5 stycznia 2024 roku.

## Zdjęcia
Film kręcono w następujących lokacjach: Gołuchów (zamek), Warszawa (magazyny gazu na Woli), Brzesko (Pałac Goetza), Zagroda Ojrzanów, Tatry, Bułgaria i Norwegia.

## Obsada
- Tomasz Kot – Ambroży Kleks
- Antonina Litwiniak – Ada Niezgódka
  - Danuta Piszek – mała Ada Niezgódka
- Sebastian Stankiewicz – Mateusz
  - Stanisław Brudny – stary Mateusz
- Piotr Fronczewski – doktor Paj-Chi-Wo
- Agnieszka Grochowska – Anna Niezgódka
- Danuta Stenka – królowa Wilkusów
- Daniel Walasek – Vincent, książę wilkusów
  - Chalid Dagajew – Vincent w dzieciństwie
- Konrad Repiński – Albert
- Igor Fernandez-Kowalczyk – Diego
- Apolonia Gałęska – Ola
- Daria Kalinczuk – Natasza
- Amelia Lutyńska – Zita
- Enkhkhangaluun Byambadul – Batar
- Jan Makowski – Janek
- Jana Jachimek – Serdel
- Liu Sitkowska – Kiko
- Maria Al Tlfah – Maria
- Dima Al Tlfah – Dima
- Nikodem Adamski – Nikodem
- Julian Mrówczyński – Julek
- Adam Panikowski – Adam
- Samuel Matias Garavita Laguna – Samuel
- Janak Chanchlani – Rajesh
- Mateusz Król – Alex Niezgódka
- Janusz Chabior – Filip Rakvelle
- Ralph Kaminski – wilkus Ralph
- Tymoteusz Bucki – wilkus Tymek

Materiał źródłowy: film.wp.pl, Filmpolski.pl.

## Piosenki w filmie
Soundtrack Akademii pana Kleksa składa się z 20 utworów, w tym z 10 wersji instrumentalnych.
- „Jestem twoją bajką” – Sanah
- „Całkiem nowa bajka” – Igo, Kaśka Sochacka, Mrozu, Artur Rojek, Brodka, Ralph Kaminski, Bedoes oraz Sokół
- „Do gwiazd” – Carla Fernandes, Oskar Cyms
- „Podróż Alberta” – Konrad Repiński
- „Ucieczka na Marsa” – Bryska
- „Niestraszne nam wilki” – Marissa
- „Zapomniana bajka” – Paula Biskup
- „Inny świat” – Zuza Jabłońska
- „A co by było, gdyby...” – Ania Karwan

W marcu 2024 album ze ścieżką dźwiękową uzyskał certyfikat złotej płyty, w lipcu 2024 – platynowej, a w grudniu 2024 – dwukrotnie platynowej.

## Odbiór
Film zebrał negatywne recenzje, w których krytykowano scenariusz, chaotyczny montaż oraz zbytnie odejście od książki. Z dezaprobatą spotkała się zmiana Adasia na Adę, próba kopiowania motywów z Harry’ego Pottera zamiast utrzymywania ducha pierwowzoru Brzechwy, a także przeniesienie akcji z Polski do Nowego Jorku.
Wojciech Bugno z Filmweb w swojej recenzji pisze, że nowa adaptacja klasycznej opowieści wprowadza nowoczesne efekty wizualne i zmienia niektóre elementy fabuły. Zauważa, że film jest pełen kontrastów: z jednej strony barwny i dynamiczny, z drugiej zbyt chaotyczny i powierzchowny. Krytyka dotyczy m.in. braku głębi postaci i przesadnej ilości efektów, co może odciągać uwagę od samej historii. Twierdzi, że jest to technicznie dobrze wykonana produkcja, ale ostatecznie rozczarowująca. Choć efekty wizualne i kostiumy są imponujące, scenariusz pozostawia wiele do życzenia, a postaci, w tym Ambroży Kleks, są słabo rozwinięte. Dodaje też, że Kawulski wprowadza współczesne elementy, takie jak różnorodność wśród uczniów, ale film nie dorównuje oryginalnej magii literackiego pierwowzoru. Na plus wyróżnia się występ Piotra Fronczewskiego.

Kawulski, biorąc na warsztat literaturę Jana Brzechwy, przepisał ją na czasy współczesne i wyszło to bardzo dobrze. Zamiast Adasia mamy Adę, akcja dzieje się we współczesnych czasach, zaś tytułowa Akademia stała się koedukacyjna i nie wyklucza uczniów, niezależnie od tego, na jaką literę zaczyna się ich imię. Kawulski idzie w tym zakresie dalej i w Akademii zobaczymy też uczniów mających inny kolor skóry, czy zmagających się z niepełnosprawnościami. Jest to decyzja bardzo trafna, bo podnosi atrakcyjność filmu, jako produktu kierowanego na rynek zachodni, a jednocześnie wprowadza wartościowe, niewykluczające wartości.

Recenzent Michał Piepiórka w swojej ocenie "Akademii pana Kleksa" podkreśla wyzwania, przed którymi stanął reżyser Maciej Kawulski, próbując przywrócić do życia nostalgiczne elementy lat 80. Wskazuje na trudności związane z konkurowaniem z nowoczesnymi produkcjami filmowymi, które saturują rynek. Kawulski, próbując nawiązać do klasycznych motywów, stara się jednocześnie stworzyć nową opowieść, pełną zaskakujących, magicznych elementów.
Piepiórka docenia kreatywność i estetykę wizualną filmu, w tym stylizacje bohaterów oraz zaskakującą scenografię, ale krytykuje chaotyczną narrację i brak spójności w opowiadanej historii. Wskazuje, że choć aktorstwo, zwłaszcza w wykonaniu Sebastiana Stankiewicza i Tomasza Kota, przynosi pozytywne akcenty, to jednak zbyt wiele wątków pozostaje niejasnych. Recenzent zauważa, że film nie wykorzystuje potencjału muzyki w sposób, który by go wyróżniał, co ogranicza jego siłę oddziaływania na widza. Mimo to, Piepiórka dostrzega, że "Akademia pana Kleksa" odnosi się do współczesnej popkultury w sposób przemyślany, a nie tylko jako bezmyślne nawiązania. Zadaje pytanie, czy nowa wizja Kleksa znajdzie swoje miejsce w sercach widzów, biorąc pod uwagę balans między ambicjami artystycznymi a komercyjnym sukcesem.
Pomimo niedocenienia filmu przez recenzentów odniósł on frekwencyjny i finansowy sukces. Pokazy przedpremierowe zgromadziły 437 tysięcy widzów, zaś w weekend otwarcia film obejrzało kolejnych 400 tys. osób, co uznano za najlepszy wynik box office polskiego filmu od 2020 roku. Do września 2024 widownia przewyższyła 2,9 miliona, zaś wpływy 15 mln dolarów, co uznano za jeden z najlepszych wyników w kraju od 1989 roku.